# Doze trabalhos de Hércules

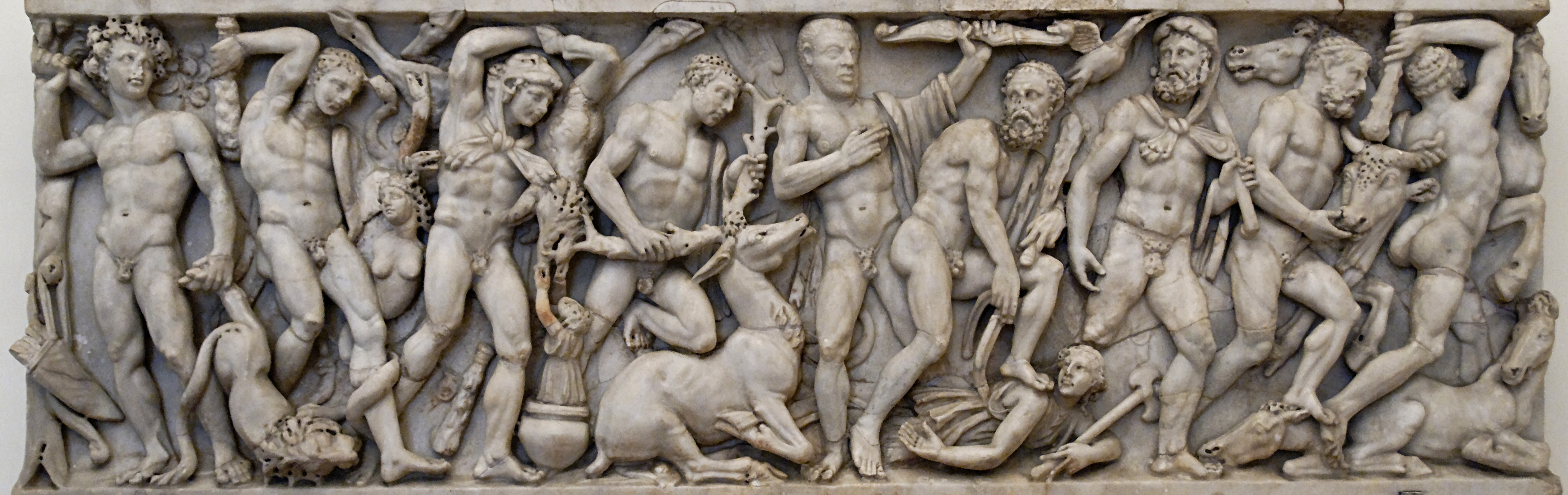
Os doze trabalhos de Hércules, painel lateral de um sarcófago da Coleção Ludovisi

Os doze trabalhos de Hércules (em grego: Άθλοι του Ηρακλή; romaniz.: Trabalhos de Héracles) são uma série de episódios arcaicos ligados entre si por uma narrativa contínua, relativa a uma penitência que teria sido cumprida por um dos maiores heróis gregos, Héracles, mais conhecido em português pela romanização Hércules. Os antigos gregos atribuíam o estabelecimento de um ciclo fixo de doze trabalhos a um poema épico, a Heracleia, já perdido, escrito por Peisândro de Rodes, e que dataria de 600 a.C.
Da maneira em que são conhecidos atualmente, os trabalhos de Hércules não são contados num único lugar; foram reunidos a partir de fontes diferentes. De acordo com os mitólogos Carl A. P. Ruck e Blaise Daniel Staples, não há uma maneira específica de interpretar os trabalhos; pode-se inferir apenas que seis deles se passam no Peloponeso, e culminaram com a rededicação de Olímpia. Outras seis levaram o herói até terras mais distantes, quase sempre lugares relacionados à deusa Hera, além de entradas para o Hades, o mundo inferior, habitado pelos mortos. Todos os trabalhos seguiam o mesmo modelo: Hércules era enviado para matar, subjugar ou buscar uma planta ou animal mágico para Euristeu, representante de Hera.
Uma célebre descrição dos trabalhos na arte grega se encontra nas métopes do Templo de Zeus em Olímpia, que data do século V a.C.

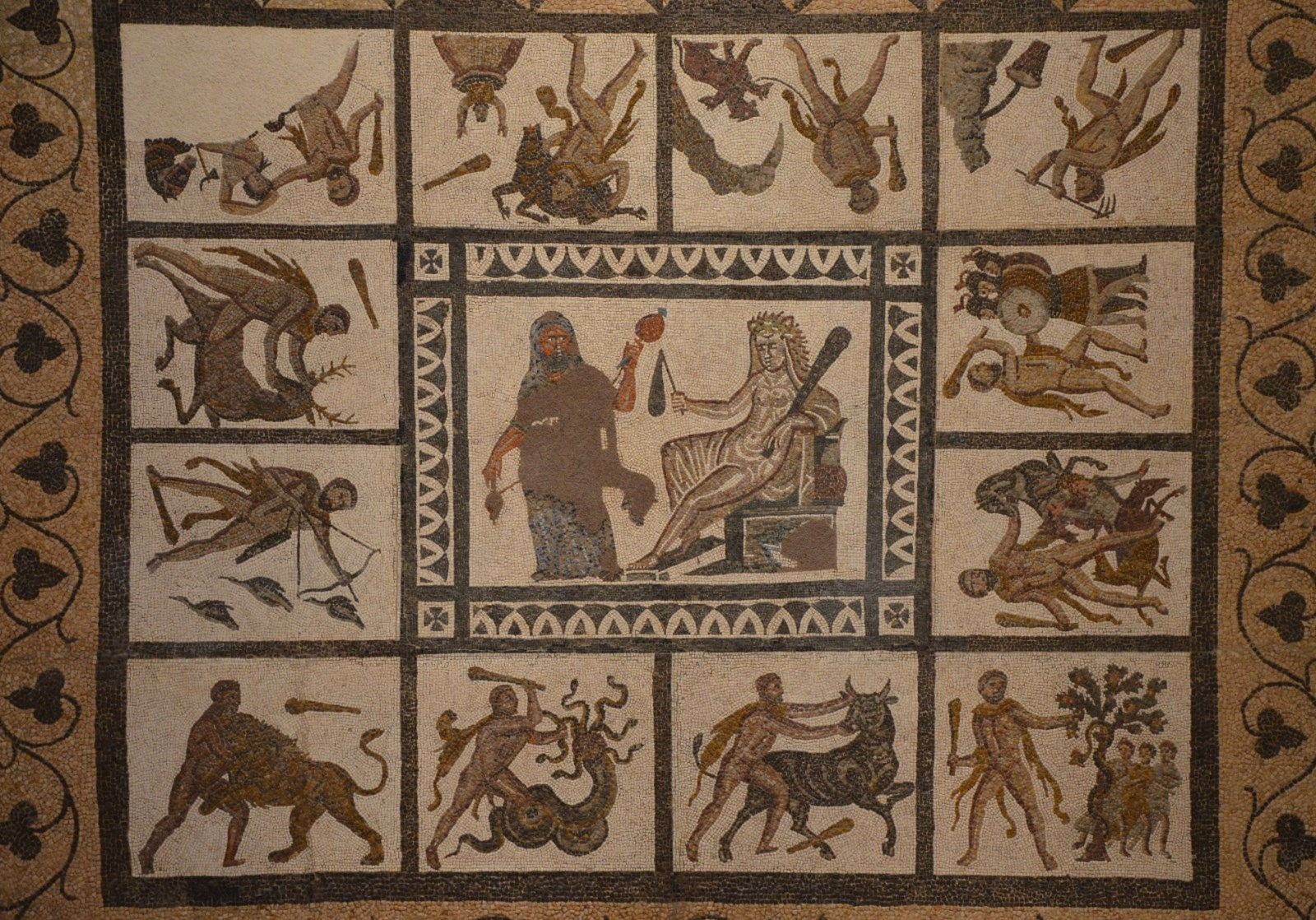
Mosaico romano do século III

## Narrativa de fundo
Zeus, o rei dos deuses olímpicos, que havia engravidado sua amante, Alcmene, proclamou que o próximo filho a nascer da casa de Perseu seria coroado rei de Micenas. Hera, sua esposa, ao descobrir o fato, fez com que Euristeu nascesse prematuro de sete meses, antes do filho de Alcmene, Héracles. Zeus enfureceu-se ao saber do que ela havia feito, porém nada pode fazer; sua proclamação continuou em vigor.
Mais tarde, já adulto, Héracles assassinou sua esposa, Mégara, filha de Creonte, e seus três filhos, num acesso de loucura provocado por Hera. Quando se deu conta do que havia feito, o herói se isolou, fugindo para o campo e vivendo sozinho. Foi encontrado por seu primo Teseu, e foi convencido a visitar o oráculo em Delfos, para recuperar sua honra. O oráculo lhe contou que, como penitência, Hércules deveria executar uma série de doze tarefas, ou trabalhos, e servir doze anos a Euristeu, e ao final dos trabalhos ele se tornaria imortal. Euristeu era o homem que ele mais odiava, por haver herdado o seu direito de nascença. Foi a pitonisa quem primeiro chamou o heroi de Héracles, até então ele era conhecido pelo nome de Alcides.

## Os trabalhos

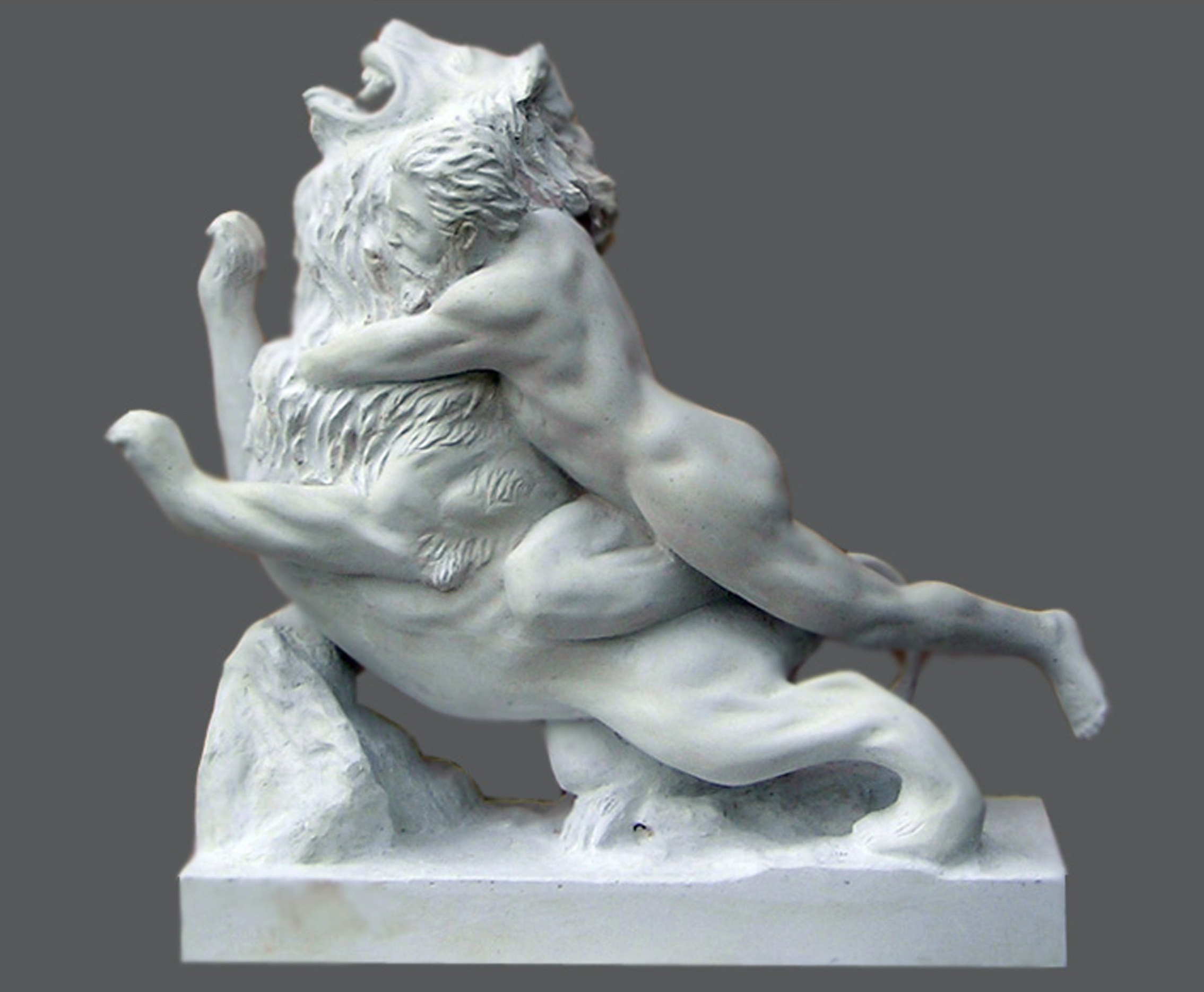
Hércules e o Leão da Nemeia, de J. M. Félix Magdalena

Em seus trabalhos, Hércules tinha frequentemente a companhia de um jovem companheiro (um eromenos) — de acordo com Licímnio e outros autores antigos — como por exemplo Iolau, seu sobrinho. Embora ele devesse inicialmente realizar apenas dez trabalhos, este auxílio fez com que ele tivesse de realizar dois a mais, já que Euristeu não contou o trabalho da Hidra, porque Iolau o havia ajudado, ou os estábulos de Augias, pelo qual recebeu pagamento pelo trabalho, e que foi realizado pelas águas de um rio.
A ordem encontrada em Pseudo-Apolodoro é a seguinte:
1. No Peloponeso, estrangulou o Leão da Nemeia — maior leão do mundo, filho dos monstros Ortros e Equidna — os habitantes do local não conseguiam matar, pois a única coisa que poderia perfurar o couro era a própria garra do Leão. Na segunda tentativa de matá-lo, tendo a primeira sido infrutífera, estrangulou-o, após com ele lutar. Acabada a luta arrancou a garra do Leão e tirou o couro do Leão para utilizá-lo como peça do vestuário. A criatura converteu-se na constelação de leão.

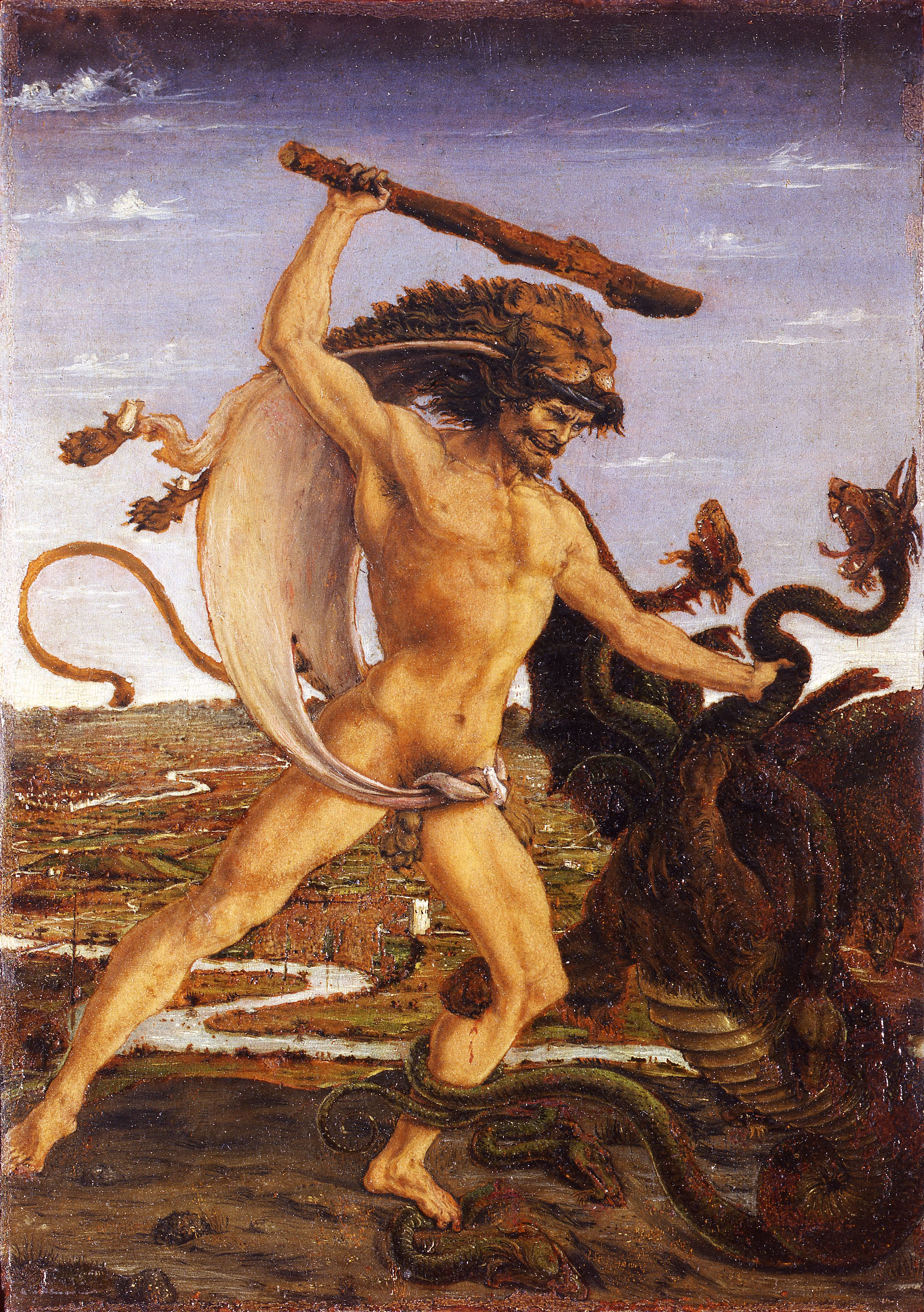
Hércules e a Hidra de Lerna, de Antonio Pollaiuolo

2. Matou a Hidra de Lerna, filha monstruosa de duas criaturas grotescas, a Equidna e Tifão. Era uma serpente com corpo de dragão, que possuía nove cabeças (uma delas parcialmente de ouro e imortal, que se regeneravam), mal eram cortadas, e exalavam um vapor que matava quem estivesse por perto. Hércules matou-a cortando suas cabeças enquanto seu sobrinho Iolau impedia sua reprodução queimando suas feridas com tições em brasa. A deusa Hera enviou ajuda à serpente – um enorme caranguejo, mas Hércules pisou-o e o animal converteu-se na constelação de Câncer (do latim cancer, "caranguejo"). Por fim, o herói banhou suas flechas com o sangue da serpente para que ficassem envenenadas.
3. Alcançou correndo a Corça de Cerineia, um animal lendário, com chifres de ouro e pés de bronze. A corça, que corria com assombrosa rapidez e nunca se cansava, era Taígete, ninfa que, para fugir a perseguição de Zeus foi transformada por Ártemis no animal. Como ela tinha uma velocidade insuperável, Hércules a perseguiu incansavelmente durante um ano até que, exausta, foi atingida por uma flecha disparada pelo herói. Ferida levemente, foi levada nos ombros do herói até o reino de Euristeu. Em outra versão do mito, Héracles tinha de capturar a corça, mas sem machucá-la; ele a perseguiu durante um ano, até conseguir pegá-la com uma rede, porém ela acabou se ferindo. O herói pôs então a culpa em Euristeu, para que Ártemis se zangasse com ele. Em uma terceira versão, Hércules levou um ano para realizar o trabalho a seguir, que era capturar a corça que habitava o monte Cerineu. Este animal parecia ser mais tímido do que perigoso, e sagrado para Ártemis; Hércules finalmente aprisionou-a e estava levando-a para Euristeu quando se encontrou com Ártemis, que estava muito zangada e ameaçou matá-lo pelo atrevimento em capturar seu animal; mas quando ficou sabendo
sobre os trabalhos, concordou em deixar Hércules levar o animal, com a condição que Euristeu o libertasse logo que o tivesse visto.

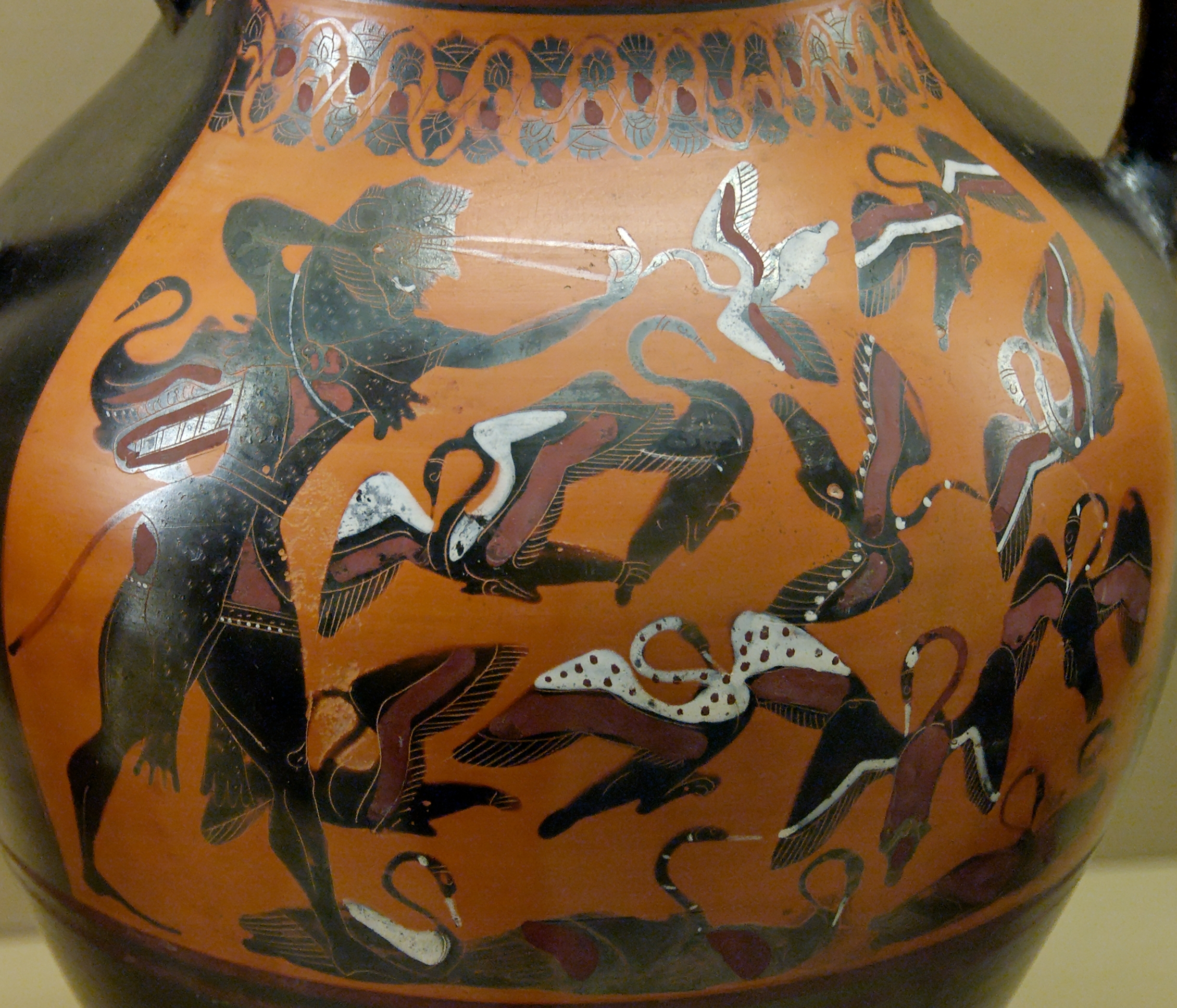
Ânfora ática mostrando Hércules e as aves do lago Estínfalo,, Museu Britânico

4. Capturou vivo o Javali de Erimanto, que devastava os arredores, ao fatigá-lo após persegui-lo durante horas. Euristeu, ao ver o animal no ombro do herói, teve tamanho medo que foi se esconder dentro de um caldeirão de bronze. As presas do animal foram mostradas no templo de Apolo, em Cumas.
5. Limpou em um dia os currais do rei Augias, que continham três mil bois e que há trinta anos não eram limpos. Estavam tão fedorentos que exalavam um gás mortal. Para isso, Hércules desviou dois rios.
6. Matou no lago Estínfalo, com suas flechas envenenadas, monstros cujas asas, cabeça e bico eram de ferro, e que, pelo seu gigantesco tamanho, interceptavam no voo os raios do Sol. Com seu arco, conseguiu matar alguns e os outros, expulsou a outros países.
7. A sétima tarefa de Hércules era levar o Touro de Creta vivo até Euristeu, que por sua vez o entregaria a Hera. O touro era enraivecido e aterrorizava o povo da ilha grega de Creta, pois Poseidon, o deus dos mares, o havia oferecido a Minos, rei local, em sacrifício, e o rei não teve coragem de sacrificar um animal tão bonito e tão forte. Hércules não só o capturou como, montado no animal, o levou até Euristeu.

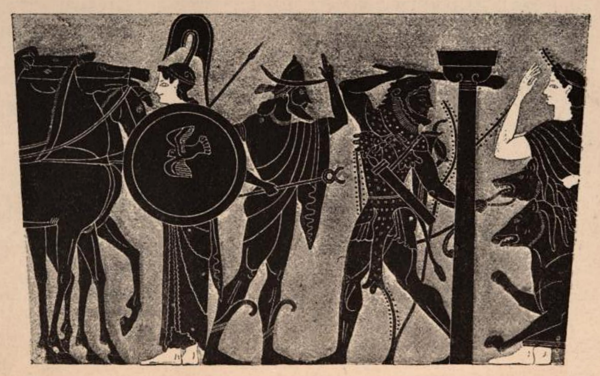
Héracles, empunhando seu tacape, arrasta Cérbero para fora do Hades. À direita, Perséfone, e à esquerda, Hermes e Atena.

8. Castigou Diómedes (rei da Trácia), filho de Ares, possuidor de cavalos que vomitavam fumo e fogo, e a que ele dava a comer os estrangeiros que as tempestades arrolavam à sua costa. O herói entregou-o à voracidade de seus próprios animais.
9. Venceu as amazonas, tirou-lhes a rainha Hipólita, apossando-se do cinturão mágico que ela vestia.
10. Matou o gigante Gerião, monstro de três corpos, seis braços e seis asas, e tomou-lhe os bois que se achavam guardados por um cão de duas cabeças, e um dragão de sete.
11. O seu décimo primeiro trabalho foi colher os pomos de ouro do Jardim das Hespérides, após matar o dragão de cem cabeças que os guardava. O dragão foi morto por Atlas, a seu pedido, e durante o trabalho, ele sustentou o céu nos ombros no lugar do titã.
12. O último trabalho consistiu em trazer do mundo dos mortos o seu guardião, o cão Cérbero. Hades autorizou-o a levar Cérbero para cima da Terra sob a condição de conseguir dominá-lo sem usar as suas armas. Hércules lutou com ele só com a força dos seus braços, quase o sufocou, dominando-o. Depois levou-o a Euristeu, que, com medo, ordenou-lhe que o devolvesse.
Note-se contudo que existem diferentes ordenações para os trabalhos de Hércules. Por exemplo, Pierre Grimal na sua obra "Dicionário de Mitologia Greco Romana" enumera-os da seguinte forma:
1. O Leão da Nemeia
2. A Hidra de Lerna
3. A Corça de Cerineia
4. O Javali de Erimanto
5. As cavalariças do Rei Augias
6. Os Pássaros do Lago Estínfalo
7. O Touro de Creta
8. As Éguas de Diomedes
9. O Cinto da Rainha Hipólita
10. Os Bois de Gérion
11. As Maçãs de Ouro das Hespérides
12. O Cão Cérbero

## Significados
O acadêmico alemão Walter Burkert chamou os trabalhos, juntamente com os outros mitos sobre Hércules, de "um conglomerado de contos populares que foram explorados apenas de maneira secundária pela grande arte da poesia", e afirmou que não foi até o fim do século V que os poetas da era clássica puderam trazer o mito para "uma atmosfera mais trágica, heróica e humana, afastando-o de seu impulso natural rumo a um reino descompromissado, além do humano". À medida que os feitos sobre-humanos de Hércules, sempre a vencer a morte, passaram a adquirir simbolismos [filosóficos, morais e, eventualmente, alegóricos, por trás de seus significados literais], a figura do herói passou a representar uma tradição mística interior, e os trabalhos foram interpretados em termos de uma jornada espiritual. Os últimos três trabalhos, em particular, seriam considerados metáforas sobre a morte. Hércules foi único entre os heróis gregos, na medida em que não se conhecia a localização de sua sepultura, e portanto os sacrifícios e libações eram-lhe oferecidas em todos os lugares.